# Law & Order: Organized Crime
Law & Order: Organized Crime è una serie televisiva poliziesca statunitense, spin-off della serie TV Law & Order - Unità vittime speciali e settimo spin-off della serie TV Law & Order - I due volti della giustizia.

## Trama
(Introduzione agli episodi di Law & Order: Organized Crime, recitata da Steven Zirnkilton nella versione statunitense e da Fabrizio Pucci nell'adattamento italiano)
Elliot Stabler, dopo la morte della moglie Kathy, torna al dipartimento di polizia di New York per guidare una nuova task force contro la criminalità organizzata, ma scopre che negli ultimi dieci anni il dipartimento e il sistema giudiziario sono cambiati.

## Episodi
| Stagione         | Episodi | Prima TV originale | Prima TV Italia |
| ---------------- | ------- | ------------------ | --------------- |
| Prima stagione   | 8       | 2021               | 2022            |
| Seconda stagione | 22      | 2021-2022          | 2022            |
| Terza stagione   | 22      | 2022-2023          | 2023            |
| Quarta stagione  | 13      | 2024               | 2024            |
| Quinta stagione  | 10      | 2025               | inedita         |

## Personaggi e interpreti

### Personaggi principali
- Elliot Stabler (stagioni 1-in corso), interpretato da Christopher Meloni, doppiato da Massimo Rossi. Senior detective. Torna a New York per fare parte di una nuova task force d'elitè contro la criminalità organizzata, la O.C.C.B (Organized Crime Control Bureau).
- Ayanna Bell (stagioni 1-in corso), interpretata da Danielle Moné Truitt, doppiata da Federica De Bortoli. Sergente a capo dell'unità O.C.C.B.
- Angela Wheatley (stagioni 1-2), interpretata da Tamara Taylor, doppiata da Irene Di Valmo. È una professoressa di matematica, ex-moglie di Richard Wheatley.
- Jet Slootmaekers (stagioni 1-5), interpretata da Ainsley Seiger, doppiata da Giulia Franceschetti. Fa parte dell'unità O.C.C.B come tecnica informatica.
- Richard Wheatley (stagioni 1-2), interpretato da Dylan McDermott, doppiato da Fabio Boccanera. È il figlio di Manfredi Sinatra, un boss della malavita italo-americana.
- Carmen "Nova" Riley (stagione 2), interpretata da Nona-Parker Johnson, doppiata da Lucrezia Marricchi.
- Bobby Reyes (stagioni 3-in corso), interpretato da Rick Gonzalez, doppiato da Paolo Vivio.
- Jamie Whelan (stagione 3), interpretato da Brent Antonello, doppiato da Fabrizio De Flaviis.
- Randall Stabler (stagioni 5-in corso; ricorrente stagione 4), interpretato da Dean Norris, doppiato da Alberto Angrisano. Fratello maggiore di Elliot Stabler.

### Personaggi secondari

#### Introdotti nella prima stagione
- Richard Wheatley, Jr (stagioni 1-2), interpretato da Nick Creegan, doppiato da Alessandro Campaiola. Figlio di Richard Wheatley.
- Manfredi Sinatra (stagione 1), interpretato da Chazz Palminteri, doppiato da Stefano De Sando.
- Diego Morales (stagione 1), interpretato da Michael Rivera, doppiato da Stefano Broccoletti. Detective dell'unità O.C.C.B. Proviene dalla task force contro la prevenzione delle armi da fuoco.
- Izak Bekher (stagione 1), interpretato da Ibrahim Renno, doppiato da Stefano Macchi. Braccio destro e guardia del corpo di Richard Wheatley.
- Elliot "Eli" Stabler, Jr (stagioni 1-in corso), interpretato da Nicky Torchia, doppiato da Leonardo Della Bianca. Il figlio più piccolo di Elliot Stabler.
- Freddie Washburn (stagione 1), interpretato da Ben Chase, doppiato da David Chevalier. Detective dell'unità O.C.C.B. Proviene dalla narcotici ed era l'ex senior partner del Sgt. Ayanna Bell.
- Gina Cappelletti (stagione 1), interpretata da Charlotte Sullivan, doppiata da Valentina Perrella. Una detective sotto copertura affiliata all'unitá O.C.C.B. che si è infiltrata in un club gestito dalla mafia per tenere d'occhio Richard Wheatley.
- Marv Moennig (stagione 1), interpretato da Daniel Oreskes, doppiato da Dario Oppido. Tenente ufficiale in comando dell'unitá O.C.C.B. e del NYPD Intelligence Bureau.
- Maria Delgado (stagione 1), interpretata da Diany Rodriguez, doppiata da Nunzia Di Somma. Vice procuratore distrettuale che lavora con l'unitá sui loro casi.
- Pilar Wheatley (stagione 1), interpretata da Shauna Harley, doppiata da Elena Perino. Moglie di Richard Wheatley.
- Ryan Wheatley (stagione 1), interpretato da Jaylin Fletcher, doppiato da Tito Marteddu. Il figlio più giovane di Richard Wheatley.
- Maureen Stabler (stagioni 1-in corso), interpretata da Autumn Mirassou, doppiata da Laura Proscio. La figlia maggiore di Stabler.
- Kathleen Stabler (stagioni 1-in corso), interpretata da Allison Siko, doppiata da Veronica Puccio. Seconda figlia di Elliot Stabler.
- Richard "Dickie" Stabler (stagioni 1-in corso), interpretato da Jeffrey Scaperrotta. Figlio di Elliot Stabler, gemello di Elizabeth.
- Elizabeth Stabler (stagioni 1-in corso), interpretata da Kaitlyn Davidson. La terza figlia di Stabler e la sorella gemella di Dickie.
- Dana Wheatley (stagioni 1-2), interpretata da Christina Marie Maria, doppiata da Valentina Mari. Unica figlia di Angela Wheatley.
- Olivia Benson (stagioni 1-in corso), interpretata da Mariska Hargitay, doppiata da Laura Romano. Ex partner di Elliot Stabler, ora capitano dell'unità vittime speciali di Manhattan.
- Fin Tutuola (stagioni 1-in corso), interpretato da Ice-T, doppiato da Paolo Marchese. Ex collega di Elliot Stabler, ora sergente dell'unità vittime speciali di Manhattan.
- Dominick "Sonny" Carisi, Jr (stagioni 1-in corso), interpretato da Peter Scanavino, doppiato da Christian Iansante. Ex detective dell'unità vittime speciali, ora viceprocuratore di Manhattan.
- Ellsworth Lee (stagione 1), interpretato da Steve Harris, doppiato da Franco Mannella.
- Athena Davis (stagioni 1-2), interpretata da Barbara Eve Harris, doppiata da Antonella Giannini.

#### Introdotti nella seconda stagione
- Bernadette "Bernie" Stabler (stagioni 2-in corso), interpretata da Ellen Burstyn, doppiata da Sonia Scotti. Madre di Elliot Stabler.
- William "Bill" Brewster (stagione 2), interpretato da Guillermo Díaz, doppiato da Alessandro Budroni. Sergente di una task force della narcotici. Viene promosso a tenente e assume il ruolo di comandante dopo la partenza del tenente Moennig.
- Leon Kilbride (stagione 2), interpretato da Ron Cephas Jones. Membro del Congresso che ha legami con Wheatley. È anche il mentore di Preston Webb ed è affiliato ai Marcy Killer.
- Preston Webb (stagione 2), interpretato da Mykelti Williamson, doppiato da Gerolamo Alchieri. Un magnate delle costruzioni che in realtà è un pericoloso criminale, responsabile dell'organizzazione Marcy Killer.
- Frank Donnelly (stagione 2), interpretato da Denis Leary, doppiato da Stefano Benassi. Membro longevo del dipartimento di polizia di New York.
- Carlos Maldonado (stagione 2), interpretato da Mike Cannon, doppiato da Edoardo Stoppacciaro.
- Victoria Cho (stagione 2), interpretata da Rachel Lin, doppiata da Lidia Perrone.
- Adam "Malachia" Mintock (stagione 2), interpretato da Wesam Keesh, doppiato da Stefano Sperduti.
- Miles Darman (stagione 2), interpretato da James Cromwell, doppiato da Gianni Giuliano. Vicino di casa di Elliot Stabler e amico della madre Bernie, in realtà è pagato da Richard Wheatley.
- Don Cragen (stagioni 2-in corso), interpretato da Dann Florek, doppiato da Ambrogio Colombo. Ex capitano dell'unità vittime speciali di Manhattan.
- Reggie Bogdani (stagione 2), interpretato da Dash Mihok, doppiato da Francesco De Francesco.
- Albi Briscu (stagione 2), interpretato da Vinnie Jones, doppiato da Simone Mori.
- Jon Kosta (stagione 2), interpretato da Michael Raymond-James, doppiato da Riccardo Scarafoni.
- Flutura Briscu (stagione 2), interpretata da Lolita Davidovich, doppiata da Cinzia De Carolis.
- Agniezjka 'Agnes' Bogdani (stagione 2), interpretata da Caroline Lagerfelt.
- Brett Feeney (stagione 2), interpretato da Braxton Fannin, doppiato da Lorenzo Del Romano.
- Rita Lasku (stagioni 2 e 4), interpretata da Izabela Vidovic.
- Edmund Ross (stagione 2), interpretato da Gregg Henry.
- Louis Chinasky (stagione 2), interpretato da Jack Kilmer.
- Teddy Garcia (stagione 2), interpretato da Elliot Villar, doppiato da Francesco Sechi.
- Sebastian 'Constantine' Mcclane (stagione 2), interpretato da Robin Lord Taylor, doppiato da Simone Crisari.
- Jessie Santos (stagione 2), interpretato da Sebastian Arroyo, doppiato da Sacha De Toni.
- Cassandra Webb (stagione 2), interpretata da Jennifer Beals.
- Bonnie Ellis (stagione 2), interpretata da Jenelle Simone, doppiata da Valentina De Marchi.
- Bridget Donnelly (stagione 2), interpretata da Jen Jacob, doppiata da Gemma Donati.
- Signora Gennaro (stagione 2), interpretata da Adinah Alexander, doppiata da Stefania Romagnoli
- Signora del quartiere (stagione 2), interpretata da Susan Gordon-Clark, doppiata da Stefania Romagnoli.

#### Introdotti nella terza stagione
- Detective Frank Cosgrove (stagione 3), interpretato da Jeffrey Donovan, doppiato da Stefano Thermes.
- Detective Jalen Shaw (stagione 3), interpretato da Mehcad Brooks, doppiato da Stefano Crescentini.
- Nicole Merrick (stagione 3), interpretata da Jaci Calderon.
- Sam Ellis (stagione 3), interpretato da Stephanie Gunn.
- Mark Sirenko (stagione 3), interpretato da Beau Knapp, doppiato da Francesco Venditti.
- Vince (stagione 3), interpretato da Andrew Yackel, doppiato da Federico Campaiola.
- Tenente Kate Dixon (stagione 3), interpretata da Camryn Manheim, doppiata da Cinzia De Carolis.
- Mariel Marchenko (stagione 3), interpretata da Snezhana Chernova, doppiata da Tiziana Avarista.
- Stuart Potter (stagione 3), interpretato da James Mount, doppiato da Simone D'Andrea.
- Kristian, l'autista (stagione 3), interpretato da Dieter Riesle, doppiato da Luca Dal Fabbro.
- Teddy Silas (stagione 3), interpretato da Gus Halper, doppiato da Alex Polidori.
- Pearl Serrano (stagione 3), interpretata da Camilla Belle, doppiata da Myriam Catania.
- Vincent Bishop (stagione 3), interpretato da Kevin Corrigan, doppiata da Roberto Stocchi.
- Kenneth Michael 'Kenny' Kyle (stagione 3), interpretato da Michael Drayer, doppiato da Renato Novara.
- Ronald Buatsi (stagione 3), interpretato da Bru Aju, doppiato da Riccardo Scarafoni.
- Robert Silas (stagione 3), interpretato da John Doman, doppiato da Gianni Giuliano.
- Agente Mando (stagione 3), interpretato da Chris Gross, doppiato da Daniele Valenti.
- Henry Cole (stagione 3), interpretato da Jeorge Bennett Watson, doppiato da Stefano Oppedisano.
- Ike Crawford (stagione 3), interpretato da Taylor Selé, doppiato da Dodo Versino.
- Viceispettore Lilian Goldfarb (stagione 3), interpretata da Janel Moloney, doppiata da Alessandra Korompay.
- Agente Higgins (stagione 3), interpretato da Adrian Arthur, doppiato da Daniele Valenti.
- Ronnie (stagione 3), interpretata da Catherine Curtin, doppiata da Chiara Salerno.
- Dede Hayes (stagione 3), interpretata da Olivia Horton, doppiata da Laura Lenghi.
- Derrick (stagione 3), interpretato da Anthony Aguilar, doppiato da Marco Vivio.
- Capo Albert Nylan (stagione 3), interpretato da Gary Hilborn, doppiato da Luigi Ferraro.
- Dante Scott (stagione 3), interpretato da Pooch Hall, doppiato da Daniele Giuliani.
- Vaughn Davis (stagione 3), interpretato da Christopher Cassarino, doppiato da Alberto Bognanni.
- Leonard Baker (stagione 3), interpretato da Daniel Jenkins, doppiato da Ambrogio Colombo.
- Manny Rivera (stagione 3), interpretato da Anthony Lee Medina, doppiato da Andrea Mete.
- Padre Lin (stagione 3), interpretato da Jason Tam, doppiato da Gabriele Vender.
- Ramon Samuels (stagione 3), interpretato da Osei White.
- Gabriel Esparza (stagione 3), interpretato da Abel Santiago, doppiato da Flavio Aquilone.
- Maria Esparza (stagione 3), interpretata da Glenys Warriors Abel.
- Tammy Reyes (stagione 3), interpretata da Carmen Zilles.
- Capo Levitt (stagione 3), interpretato da Kelvin McGrue, doppiato da Francesco Meoni.
- Avvocato Evans (stagione 3), interpretato da Cate Bottiglione.
- Agente Cabrera (stagione 3), interpretato da Bruce Kirkpatrick, doppiato da Ennio Coltorti.
- Paul Fink (stagione 3), interpretato da Jeff Adler, doppiato da Guido Di Naccio.
- Chris (stagione 3), interpretato da Ace Anderson, doppiato da Lorenzo Rossi Jacquier.
- Tia Leonetti (stagione 3), interpretato da Ayelet Zurer, doppiato da Francesca Fiorentini.
- Mikael Abramov (stagione 3), interpretato da Mark Ivanir, doppiato da Simone D'Andrea.
- Jay (stagione 3), interpretato da Rajesh Bose, doppiato da Enrico Di Troia.
- Joy (stagione 3), interpretata da Anastasia Mirabelle.
- Rocco (stagione 3), interpretato da Anthony Laciura, doppiato da Daniele Valenti.
- Viceispettore Ray Thurman (stagione 3), interpretato da James Roch, doppiato da Marco Giansante.
- Bernarda Menendez (stagione 3), interpretata da Ana Osorio, doppiato da Rossa Caputo.
- Cristobal Ruiz (stagione 3), interpretato da Joseph T. Campos, doppiato da Riccardo Scarafoni.
- Esteban (stagione 3), interpretato da Gilbert Cruz, doppiato da Mauro Magliozzi.
- Eamonn Murphy (stagione 3), interpretato da Timothy V. Murphy, doppiato da Roberto Pedicini.
- Seamus O'Meara (stagione 3), interpretato da Michael Malarkey, doppiato da Alessio Cigliano.
- Viceprocuratore Rika Harold (stagione 3), interpretato da Kathleen Munroe, doppiato da Francesca Manicone.
- Gustavo Lopez (stagione 3), interpretato da John Maria Gutierrez.
- Michael Amato (stagione 3), interpretato da Don DiPetta, doppiato da Emanuele Durante.
- James 'Goliath' Kenneally (stagione 3), interpretato da Levon Panek.
- Detective Isabelle Chang (stagione 3), interpretata da Angela Lin, doppiata da Tatiana Dessi.
- Capitano Lin (stagione 3), interpretato da Kelvin Han Yee, doppiato da Simone D'Andrea.
- Michael Quan (stagione 3), interpretato da François Chau, doppiato da  Antonio Sanna.
- Kai (stagione 3), interpretato da Robert Lee Leng, doppiato da Emiliano Coltorti.
- Agente Curtis Mccrary (stagione 3), interpretato da Francois Battiste, doppiato da Francesco Venditti.
- Julius Schwartzman (stagione 3), interpretato da Dale Place, doppiato da Pieraldo Ferrante.
- Junior "Impulsivo" Suarez (stagione 3), interpretato da Marc Reign, doppiato da Flavio Aquilone.

#### Introdotti nella quarta stagione
- Professore Kyle Vargas (stagione 4), interpretato da Tate Ellington, doppiato da Gabriele Sabatini.
- Detective Samir "Sam" Bashir (stagione 4), interpretato da Abubakr Ali, doppiato da Alessandro Campaiola.
- Joseph "Joey" Stabler Jr. (stagione 4), interpretato da Micheal Trotter, doppiato da Francesco Venditti.
- Capitano Nazanin Shah (stagione 4), interpretata da Nicole Shalhoub, doppiata da Valentina Mari.
- Meredith Bonner (stagione 4), interpretata da Jennifer Ehle, doppiata da Claudia Catani.
- Clay Bonner (stagione 4), interpretato da Keith Carradine, doppiato da Luca Biagini.
- Eric Bonner (stagione 4), interpretato da Will Janowitz, doppiato da David Chevalier.
- Agente Trisha Beck (stagione 4), interpretata da Rivera Reese, doppiata da Gaia Bolognesi.
- Angus Boone (stagione 4), interpretato da Stephen Lang, doppiato da Pasquale Anselmo.
- Doris Boone (stagione 4), interpretata da Lois Smith, doppiata da Vittoria Febbi.